# 岩本晋
岩本 晋（いわもと すすむ、1943年1月14日 - ）は、日本の医学博士、大学教授である。山口県岩国市周東町出身。山口県山口市在住。米国ミシガン州立大学大学院修了。（山口大学医学部公衆衛生学講座にて医学博士取得。）

## 経歴
- 1943年 山口県玖珂郡高森町（現山口県岩国市周東町）に代々医業を営む岩本家に生まれる
- 山口県立高森高等学校卒、島根大学文理学部卒、米国ミシガン州立大学大学院修士課程修了
- 1974年〜1999年 山口大学医学部助手、講師
- 1999年〜2001年 山口県立大学看護学部教授
- 2001年 民主党山口県連政策委員長
- 2001年〜　徳山大学福祉情報学部教授
- 2009年　定年退職
- 2009年　徳山大学非常勤講師として、公衆衛生学、福祉統計学を担当し2012年まで
- 2010年　山口コ・メデイカル学院　非常勤講師　公衆衛生学担当と現在に至る
- 2013年6月～　山口大学経済学部大学院　経済学研究科教授(特命)となる

## 選挙
- 2001年　第19回参議院議員通常選挙（山口県選挙区）に民主党公認で立候補、落選。
  - 178,071票。（自民党公認林芳正に敗れる）
- 2003年　第43回衆議院議員総選挙（山口3区）に民主党公認で立候補、落選。
  - 50,975票。（自民党公認河村建夫に敗れる）

## 現在の役職
- (財)山口県原爆被爆者支援センターゆだ苑　理事長
- 山口大学　経済学部大学院　特命教授http://www.econo.yamaguchi-u.ac.jp/
- 山口コ・メディカル学院　 非常勤講師
- 山口県労働者福祉協議会　政策委員
- 山口県地方自治研究センター理事
- (財)山口老年総合研究所　理事
- NGO・国際医療協力山口の会（IMAYA）理事
- NPO・OIDEMASE（おいでませ）代表
- 社会福祉法人くだまつ平成会学術顧問
- 民進党山口　政策調査委員会　委員長

## かつての役職
- 日本病院管理学会評議員・理事
- 山口県医療審議会保健医療計画部会専門委員
- 山口県医師会介護保険対策委員
- 光市病院事業のあり方検討委員会委員長
- 社会福祉法人高森福祉会　理事長相談役
- (株)あんしん福祉会　代表取締役会長
- 自治研山口　理事長
- 社会福祉法人くだまつ平成会理事

## 著書
- 「高齢社会の地域政策」
- 「看護研究なんかこわくない」 他多数